# 1939 год в литературе

## Премии

### Международные
- Нобелевская премия по литературе — Франс Эмиль Силланпяя, «за глубокое проникновение в жизнь финских крестьян и превосходное описание их обычаев и связи с природой».

### Франция
- Гонкуровская премия — Филипп Эриа, «Испорченные дети».
- Премия Ренодо — Жан Малакэ, «Яванцы».
- Премия Фемина — Поль Виалар, «Морская роза».

## Книги
- «Патриот» — книга Перл Бак.
- «Тарзан великолепный» — роман Эдгара Райса Берроуза.
- Детективные романы Джона Диксона Карра:
  - «Тёмные очки»
  - «Клетка для простака»
- «Глубокий сон» — роман Рэймонда Чандлера
- Детективные произведения Агаты Кристи:
  - «Десять негритят»
  - «Убить легко»
  - «Тайна регаты и другие рассказы»
- «Спроси у праха» — роман Джона Фанте
- «Дикие пальмы» — роман Уильяма Фолкнера
- «Снега Килиманджаро» — рассказ Эрнеста Хемингуэя.
- «Старуха» — повесть Даниила Хармса.
- «Через много лет» — книга Олдоса Хаксли
- «Прощай, Берлин» — роман Кристофера Ишервуда
- «Поминки по Финнегану» — роман Джеймса Джойса.
- «Гладиаторы» — роман Артура Кёстлера.
- «Аня из Инглсайда» — роман Люси Мод Монтгомери.
- «О водоплавающих» — роман Флэнна О’Брайена
- «За глотком свежего воздуха» — роман Джорджа Оруэлла
- «Зубы дракона» — роман Эллери Куина
- «Бледный конь, бледный всадник» — повесть Кэтрин Энн Портер
- «Гроздья гнева» — роман Джона Стейнбека
- «Джонни взял ружьё» — роман Далтона Трамбо
- «Сицилийские беседы» — книга Элио Витторини
- «День саранчи» — роман Натанаэла Уэста
- «Шварце перл» («Чёрные жемчуга») — поэтический сборник Лейзера Вольфа
- «Волшебник Изумрудного города» — сказочная повесть Александра Волкова
- «Горы дымят» — повесть Ярослава Галана
- «Некрополь» — книга Владислава Ходасевича

## Родились
- 26 января — Анна Кисс, венгерская поэтесса, драматург.
- 29 января — Жермен Грир, писательница-феминистка
- 19 февраля — Альфредо Брисе Эченике, перуанский и испанский прозаик
- 12 апреля — Алан Эйкборн, драматург
- 5 июня — Маргарет Дрэббл, английская писательница
- 7 августа — Пунцагийн Бадарч, монгольский народный писатель, поэт.
- 12 августа — Маджид Рубайи,  иракский писатель.
- 9 октября — Джон Пилджер, журналист
- 12 октября — Кёрнер, Владимир, чешский прозаик, драматург и кинорежиссёр
- 20 октября — Леонид Вернигора, украинский и советский прозаик, публицист, поэт-песенник
- 18 ноября — Маргарет Этвуд, канадская писательница
- 6 декабря — Адам Шипер, польский и американский поэт и переводчик
- 18 декабря — Майкл Муркок, писатель-фантаст

## Скончались
- 28 января — Уильям Батлер Йейтс, ирландский поэт
- 22 февраля — Антонио Мачадо, испанский поэт и драматург
- 23 мая — Маргарете Бёме, немецкая писательница (род. в 1867).
- 22 мая — Иржи Махен (1882—1939), чешский писатель, поэт, драматург (род. в 1882).
- 27 мая — Йозеф Рот, австрийский писатель
- 5 августа — Шарль Дю Бо, французский писатель, эссеист, литературный критик (род. в 1882).
- 6 сентября — Артур Рэкхэм, иллюстратор
- 23 октября — Зейн Грей, американский писатель